# Werner Schüßler
Werner Schüßler (* 22. Juli 1955 in Altrich) ist Ordinarius für Philosophie an der Theologischen Fakultät Trier.

## Leben
Nach dem Abitur 1975 in Wittlich studierte Werner Schüßler Philosophie, Katholische Theologie und Pädagogik in Trier, Tübingen und im kanadischen Québec. 1983 wurde er an der Universität Trier mit einer Arbeit zum Thema Der philosophische Gottesgedanke im Frühwerk Paul Tillichs promoviert, die mit dem Förderpreis für Nachwuchswissenschaftler ausgezeichnet wurde. 1988 folgte die Promotion an der Universität Laval in Québec in Katholischer Theologie. 1991 erfolgte die Habilitation in Philosophie mit einer Untersuchung zu G. W. Leibniz an der Universität Trier.
Seit 1999 ist Werner Schüßler ordentlicher Professor für Philosophie an der Theologischen Fakultät Trier. Seine Antrittsvorlesung hielt er am 8. November 1999 über Viktor E. Frankls Beitrag zur Philosophischen Anthropologie. Im Studienjahr 2005/06 sowie im Studienjahr 2017/18 war er Dekan der Theologischen Fakultät. 2023 erfolgte die Emeritierung. Bei seiner offiziellen Verabschiedungsfeier am 9. November 2023 hielt er einen Vortrag mit dem Titel Philosophie – zwischen Wissenschaft und Weisheit.
In seinen zahlreichen Publikationen befasst sich Schüßler vornehmlich mit Fragen der Religionsphilosophie, der Philosophischen Anthropologie, der natürlichen Theologie, der Metaphysik sowie der Existenzphilosophie (bes. Karl Jaspers und Peter Wust). Sein Hauptinteresse ist dem Denken des Religionsphilosophen und evangelischen Theologen Paul Tillich gewidmet. In jüngster Zeit hat er sich auch intensiv mit dem Thema „Theologie der Behinderung“ beschäftigt und in diesem Zusammenhang „den“ Klassiker theologischer Disability Studies ins Deutsche übersetzt: Nancy L. Eiesland, The Disabled God (1994). Von 2004 bis 2006 war er Vorsitzender, seit 2006 ist er Stellvertretender Vorsitzender der Deutschen Paul-Tillich-Gesellschaft. Von 2010 bis 2024 war er Schriftleiter der Trierer Theologischen Zeitschrift (zusammen mit Renate Brandscheidt). Seit 2018 ist er Stellvertretender Vorsitzender der Peter-Wust-Gesellschaft. Seit 2019 ist er Stellvertretender Vorsitzender von „DanceAbility e. V.“

## Privates
Werner Schüßler ist seit 1984 verheiratet und hat drei Kinder.

## Buchpublikationen
Monographien
- Der philosophische Gottesgedanke im Frühwerk Paul Tillichs (1910–1933). Darstellung und Interpretation seiner Gedanken und Quellen (= Epistemata – Würzburger wissenschaftliche Schriften, Reihe Philosophie, Bd. 22), Würzburg: Königshausen + Neumann 1986, XX, 260 S., ISBN 3-88479-199-0
- Jenseits von Religion und Nicht-Religion. Der Religionsbegriff im Werk Paul Tillich (= Athenäums Monographien – Theologie, Bd. 4), Frankfurt am Main: Athenäum 1989, 264 S., ISBN 3-610-09112-3 bzw. ISBN 3-610-09122-3.
- Leibniz’ Auffassung des menschlichen Verstandes (intellectus). Eine Untersuchung zum Standpunktwechsel zwischen «système commun» und «système nouveau» und dem Versuch ihrer Vermittlung (= Quellen und Studien zur Philosophie, hrsg. von Jürgen Mittelstraß, Günther Patzig, Wolfgang Wieland, Bd. 32), Berlin / New York: Walter de Gruyter 1992, XVIII, 256 S., ISBN 3-11-013645-7
- Paul Tillich: Sein Leben, zus. mit Renate Albrecht, Frankfurt am Main / Berlin / Bern / New York / Paris / Wien: Peter Lang 1993, 187 S., ISBN 3-631-46487-8 (frz. Übers. 2002, ISBN 2-7637-7860-7)
- Karl Jaspers zur Einführung, Hamburg: Junius 1995, 167 S., ISBN 3-88506-914-8 (niederl. Übers. 2003, ISBN 90-5637-499-0; chines. Übers. 2008, ISBN 978-7-300-09469-4; japan. Übers. 2015, ISBN 978-4-86503-027-3)
- Paul Tillich (= Beck’sche Reihe Denker 540, hrsg. von Otfried Höffe), München: C. H. Beck 1997, 131 S., ISBN 3-406-38939-2
- Paul Tillich: Leben – Werk – Wirkung, zus. mit Erdmann Sturm, Darmstadt: Wissenschaftliche Buchgesellschaft 2007, 2. Aufl. 2015, 278 S., ISBN 978-3-534-16509-4
- „Geborgen in der Ungeborgenheit.“ Einführung in Leben und Werk des Philosophen Peter Wust (1884-1940) (= Edition Peter Wust. Schriftenreihe der Peter-Wust-Gesellschaft. Abt. Beihefte, Bd. 2), Münster: LIT 2008, 90 S., ISBN 978-3-8258-1751-0
- Gott und die Frage nach dem Bösen. Philosophische Spurensuche: Augustin – Scheler – Jaspers – Jonas – Tillich – Frankl (= Herausforderung Theodizee: Transdisziplinäre Studien, hrsg. von Werner Schüßler und Hans-Gerd Janßen, Bd. 1), zus. mit Christine Görgen, Berlin: LIT 2011, 165 S., ISBN 978-3-643-10956-9
- Paul Tillich – Interpret des Lebens. Chinesische Übersetzung von Junjie Yang, Kaifeng (China): Henan University Press 2011, 244 S., ISBN 978-7-5649-0278-0
- Herausforderung „Mensch“. Philosophische, theologische und medizinethische Aspekte, zus. mit Renate Brandscheidt, Johannes Brantl und Maria Overdick-Gulden, Paderborn: Schöning 2012, 192 S., ISBN 978-3-506-77628-0
- Das Gebet – „die Intimität der Transzendenz“, zus. mit Johannes Brantl, Hans-Georg Gradl und Mirijam Schaeidt, Würzburg: Echter 2014, 152 S., ISBN 978-3-429-03699-7
- Hiob. Gott – Mensch – Leid, zus. mit Renate Brandscheidt, Christine Görgen und Mirijam Schaeidt, Würzburg: Echter 2015, 156 S., ISBN 978-3-429-03817-5
- Der Mensch als Ausgangspunkt der Philosophie. Einführung in die Hauptwerke Peter Wusts, zus. mit Marc Röbel und Wolfgang Meiers (= Edition Peter Wust. Schriftenreihe der Peter-Wust-Gesellschaft. Abt. Beihefte, hrsg. von Herbert Hoffmann und Werner Schüßler, Bd. 3), Berlin: LIT 2015, 136 S., ISBN 978-3-643-13165-2
- Glaube und Zweifel. Das Dilemma des Menschseins, zus. mit Hans-Georg Gradl, Mirijam Schaeidt und Johannes Schelhas, Würzburg: Echter 2016, 156 S., ISBN 978-3-429-03969-1
- Eros oder Agape? Die Frage nach der Liebe, zus. mit Renate Brandscheidt, Marc Röbel und Mirijam Schaeidt, Würzburg: Echter Verlag 2018, 159 S., ISBN 978-3-429-05304-8
- Warum die Welt nicht alles ist. Was wir von der Philosophie lernen können, Würzburg: Echter Verlag 2021, 128 S., ISBN 978-3-429-05616-2
- Vom Ich, der Liebe und dem Tod. Was unser Menschsein letztlich ausmacht, Würzburg: Echter Verlag 2022, 128 S., ISBN 978-3-429-05746-6
- Gott unter Anklage. Von Hiob bis COVID 19, Würzburg: Echter 2023, 128 S., ISBN 978-3-429-05863-0
- Heil und Heilen. Biblische, philosophische und theologische Perspektiven, zus. mit Renate Brandscheidt, Würzburg: Echter 2024, 128 S., ISBN 978-3-429-05996-5
- Was geht uns die Philosophie an? Ein Gespräch über ihr Selbstverständnis, zus. mit Karl-Heinz Lembeck, Würzburg: Echter 2025, 128 S., ISBN 978-3-429-06829-5

Herausgeberschaften
- Paul Tillich: Sein Werk, hrsg. zus. mit Renate Albrecht, Düsseldorf: Patmos 1986, 224 S., ISBN 3-491-77669-4
- Schlüssel zum Werk von Paul Tillich. Textgeschichte und Bibliographie sowie Register zu den Gesammelten Werken. Gesammelte Werke Band XIV. 2. neubearbeitete und erweiterte Auflage, hrsg. zus. mit Renate Albrecht, Berlin / New York: Walter de Gruyter 1990, 343 S., ISBN 3-11-012039-9
- Transzendenz – Zu einem Grundwort der klassischen Metaphysik. Festschrift für Klaus Kremer, hrsg. zus. mit Ludger Honnefelder, Paderborn / München / Wien / Zürich: Schöningh 1992, 317 S., ISBN 3-506-73959-X
- „Was uns unbedingt angeht.“ Studien zur Theologie und Philosophie Paul Tillichs (= Tillich-Studien, hrsg. von Werner Schüßler und Erdmann Sturm, Bd. 1), Münster: LIT Verlag 1999, 271 S., 2. erw. Aufl. 2004, 299 S., 3. erw. Aufl. 2009, 362 S., 4. erw. Aufl. 2015, 438 S., ISBN 978-3-8258-4167-6
- Das Gebet als Grundakt des Glaubens. Philosophisch-theologische Überlegungen zum Gebetsverständnis Paul Tillichs (= Tillich-Studien. Abteilung Beihefte, hrsg. von Werner Schüßler und Erdmann Sturm, Bd. 2), hrsg. zus. mit A. James Reimer, Münster: LIT 2004, 164 S., ISBN 3-8258-5263-6
- Macht und Gewalt. Annäherungen im Horizont des Denkens von Paul Tillich (= Tillich-Studien. Abteilung Beihefte, hrsg. von Werner Schüßler und Erdmann Sturm, Bd. 5), hrsg. zus. mit Erdmann Sturm, Münster: LIT 2005, 124 S., ISBN 3-8258-7998-4
- Wie viel Vernunft braucht der Glaube? (= Internationales Jahrbuch für die Tillich-Forschung, Bd. 1), hrsg. von Christian Danz, Werner Schüßler und Erdmann Sturm, Wien: LIT 2005, 212 S., ISBN 3-8258-8415-5
- Das Symbol als Sprache der Religion (= Internationales Jahrbuch für die Tillich-Forschung, Bd. 2), hrsg. von Christian Danz, Werner Schüßler und Erdmann Sturm, Wien/Berlin: LIT 2007, 256 S., ISBN 3-8258-9499-1
- Tillich und Nietzsche (= Internationales Jahrbuch für die Tillich-Forschung, Bd. 3), hrsg. zus. mit Christian Danz und Erdmann Sturm, Wien/Berlin: LIT 2008, 225 S., ISBN 978-3-8258-1077-1
- Wie läßt sich über Gott sprechen? Von der negativen Theologie Plotins bis zum religiösen Sprachspiel Wittgensteins, hrsg., Darmstadt: Wissenschaftliche Buchgesellschaft 2008, 341 S., ISBN 978-3-534-19616-6 (japan. Übers. 2018, ISBN 978-4-8184-0989-7)
- Religion – Kultur – Gesellschaft. Der frühe Tillich im Spiegel neuer Texte (1919–1920) (= Tillich-Studien, hrsg. von W. Schüßler u. E. Sturm, Bd. 20), hrsg. zus. mit Christian Danz, Wien: LIT 2008, 342 S., ISBN 978-3-8258-1297-3
- Paul Tillich, Ausgewählte Texte (= de Gruyter Texte), hrsg. zus. mit Christian Danz und Erdmann Sturm, Berlin: Walter de Gruyter 2008, 492 S., ISBN 978-3-11-020526-8
- Religion und Politik (= Internationales Jahrbuch für die Tillich-Forschung, Bd. 4), hrsg. zus. mit Christian Danz und Erdmann Sturm, Wien/Berlin: LIT 2009, 225 S., ISBN 978-3-643-50012-0
- Religionstheologie und interreligiöser Dialog (= Internationales Jahrbuch für die Tillich-Forschung, Bd. 5), hrsg. zus. mit Christian Danz und Erdmann Sturm, Wien/Berlin: LIT 2010, 235 S., ISBN 978-3-643-50133-2
- Paul Tillichs Theologie der Kultur. Aspekte – Probleme – Perspektiven, hrsg. zus. mit Christian Danz (= Tillich Research / Tillich-Forschungen / Recherches sur Tillich, edited by Christian Danz, Marc Dumas, Werner Schüßler, Mary Ann Stenger, Erdmann Sturm, Vol. 1), Berlin/New York: Walter de Gruyter 2011, 505 S., ISBN 978-3-11-026236-0
- Jesus Christ and the New Being in History, hrsg. zus. mit Christian Danz, Marc Dumas, Mary Ann Stenger und Erdmann Sturm (= International Yearbook for Tillich Research / Internationales Jahrbuch für die Tillich-Forschung / Annales internationales de recherches sur Tillich, Vol. 6/2011), Berlin/New York: Walter de Gruyter 2011, 456 S., ISBN 978-3-11-023679-8
- Karl Jaspers. Grundbegriffe seines Denkens, hrsg. zus. mit Hamid Reza Yousefi, Reinhard Schulz und Ulrich Diehl, Reinbek: Lau-Verlag 2011, 397 S., ISBN 978-3-941400-34-4.
- Theology and Natural Science, hrsg. zus. mit Christian Danz, Marc Dumas, Mary Ann Stenger und Erdmann Sturm (= International Yearbook for Tillich Research / Internationales Jahrbuch für die Tillich-Forschung / Annales internationales de recherches sur Tillich, Vol. 7/2012), Berlin/New York: Walter de Gruyter 2012, VI u. 319 S., ISSN 1990-4231
- HIOB – transdisziplinär. Seine Bedeutung in Theologie und Philosophie, Kunst und Literatur, Lebenspraxis und Spiritualität (= Herausforderung Theodizee: Transdisziplinäre Studien, hrsg. von Werner Schüßler und Hans-Gerd Janßen, Bd. 1), hrsg. zus. mit Marc Röbel, Münster/Berlin: LIT Verlag 2013, ca. 352 S., ISBN 978-3-643-11992-6
- „Die Unruhe des Menschenherzens.“ Einblicke in das Werk Peter Wusts (= Edition Peter Wust. Schriftenreihe der Peter-Wust-Gesellschaft, Bd. 4), hrsg. zus. mit Marc Röbel, Berlin/Münster: LIT 2013, 173 S., ISBN 978-3-643-12063-2
- Interpretation of History, hrsg. zus. mit Christian Danz, Marc Dumas, Mary Ann Stenger und Erdmann Sturm (= International Yearbook for Tillich Research / Internationales Jahrbuch für die Tillich-Forschung / Annales internationales de recherches sur Tillich, Vol. 8/2013), Berlin/New York: Walter de Gruyter 2013, 222 S., ISSN 1990-4231
- Justice, Power, and Love, hrsg. zus. mit Christian Danz, Marc Dumas, Mary Ann Stenger und Erdmann Sturm (= International Yearbook for Tillich Research / Internationales Jahrbuch für die Tillich-Forschung / Annales internationales de recherches sur Tillich, Vol. 9/2014), Berlin/New York: Walter de Gruyter 2014, ca. 226 S., ISSN 1990-4231
- Die Macht des Mythos. Das Mythosverständnis Paul Tillichs im Kontext, hrsg. zus. mit Christian Danz, Berlin/Boston: De Gruyter 2015, 275 S., ISBN 978-3-11-035161-3
- Ethics and Eschatology, hrsg. zus. mit Christian Danz, Marc Dumas, Mary Ann Stenger und Erdmann Sturm (= International Yearbook for Tillich Research / Internationales Jahrbuch für die Tillich-Forschung / Annales internationales de recherches sur Tillich, Vol. 10/2015), Berlin/Boston: De Gruyter 2015, 356 S., ISSN 1990-4231
- LIEBE – mehr als ein Gefühl. Philosophie – Theologie – Einzelwissenschaften, hrsg. zus. mit Marc Röbel, Paderborn: Schöningh 2016, 442 S., ISBN 978-3-506-78513-8
- Faith in Post-modernity, hrsg. zus. mit Christian Danz, Marc Dumas, Mary Ann Stenger und Erdmann Sturm (= International Yearbook for Tillich Research / Internationales Jahrbuch für die Tillich-Forschung / Annales internationales de recherches sur Tillich, Vol. 11/2016), Berlin/Boston: De Gruyter 2016, ca. 232 S., ISSN 1990-4231
- Paul Tillich im Exil, hrsg. zus. mit Christian Danz (= Tillich Research / Tillich-Forschungen / Recherches sur Tillich, ed. by Christian Danz, Marc Dumas, Werner Schüßler, Mary Ann Stenger, Erdmann Sturm, Vol. 12), Berlin/Boston: Walter de Gruyter 2017, XI u. 418 S., ISBN 978-3-11-050064-6
- The Method of Correlation, hrsg. zus. mit Christian Danz, Marc Dumas, Mary Ann Stenger und Erdmann Sturm (= International Yearbook for Tillich Research / Internationales Jahrbuch für die Tillich-Forschung / Annales internationales de recherches sur Tillich, Vol. 12/2017), Berlin/Boston: De Gruyter 2017, 234 S., ISSN 1990-4231
- Das Dämonische. Kontextuelle Studien zu einer Schlüsselkategorie Paul Tillichs, hrsg. zus. mit Christian Danz (= Tillich Research / Tillich-Forschungen / Recherches sur Tillich, ed. by Christian Danz, Marc Dumas, Werner Schüßler., Mary Ann Stenger, Erdmann Sturm, Vol. 15), Berlin/München/Boston: De Gruyter 2018, VIII u. 335 S., ISBN 978-3-11-056863-9
- The Courage to Be, hrsg. zus. mit Christian Danz, Marc Dumas u. Bryan Wagoner (= International Yearbook for Tillich Research / Internationales Jahrbuch für die Tillich-Forschung / Annales internationales de recherches sur Tillich, Vol. 13/2018), Berlin/Boston: De Gruyter 2018, 332 S., ISSN 1990-4231
- Der Mensch als „homo viator“. Existenzphilosophische Perspektiven, hrsg. zus. mit Marc Röbel, Freiburg/Br.: Alber Verlag 2021, 184 S., ISBN 978-3-495-49219-2
- Brokenness and Reconciliation, hrsg. zus. mit Christian Danz, Marc Dumas u. Bryan Wagoner (= International Yearbook for Tillich Research / Internationales Jahrbuch für die Tillich-Forschung / Annales internationales de recherches sur Tillich, Vol. 14, 2019/2020), Berlin/Boston: De Gruyter 2020, 287 S., ISBN 978-3-11-065846-0
- Paul Tillich in der Diskussion. Werkgeschichte – Kontexte – Anknüpfungspunkte. Festschrift für Erdmann Sturm zum 85. Geburtstag, hrsg. zus. mit Christian Danz (= Tillich Research / Tillich-Forschungen / Recherches sur Tillich, edited by Christian Danz, Marc Dumas, Verna Ehret, and Werner Schüßler, Vol. 23), Berlin/Boston: Walter de Gruyter 2022, IX u. 293 S., ISBN 978-3-11-076594-6
- Liminal Spaces and Ethical Challenges, hrsg. zus. mit Christian Danz, Marc Dumas u. Bryan Wagoner (= International Yearbook for Tillich Research / Internationales Jahrbuch für die Tillich-Forschung / Annales internationales de recherches sur Tillich, Vol. 15, 2021/2022), Berlin/Boston: De Gruyter 2022, 314 S., ISBN 978-3-11-099703-3
- Paul Tillich in Dresden. Intellektuellen-Diskurse in der Weimarer Republik, hrsg. zus. mit Christian Danz (= Tillich Research / Tillich-Forschungen / Recherches sur Tillich, edited by Christian Danz, Marc Dumas, Verna Ehret, and Werner Schüßler, Vol. 27), Berlin/Boston 2023, IX u. 316 S., ISBN 978-3-11-126177-5
- The Future of Protestantism, hrsg. zus. mit Christian Danz, Marc Dumas u. Bryan Wagoner (= International Yearbook for Tillich Research / Internationales Jahrbuch für die Tillich-Forschung / Annales internationales de recherches sur Tillich, Vol. 16, 2023/2024), Berlin/Boston: De Gruyter 2022, 330 S., ISBN 978-3-11-159415-6
- "Tanzen ist mein Leben." Wie Inklusion gelingen kann, hrsg. zus. mit Maja Hehlen, Trier: Paulinus 2025, 120 S., ISBN 978-3-7902-1782-7

Quelleneditionen und Übersetzungen
- Paul Tillich, Dogmatik. Marburger Vorlesung von 1925, hrsg., eingel. und mit Anmerkungen und Registern versehen, Düsseldorf: Patmos 1986, 397 S., ISBN 3-491-77643-0
- Gottfried Wilhelm Leibniz, Neue Abhandlungen über den menschlichen Verstand. Vorrede und Buch I. Aus dem Französischen übersetzt und herausgegeben (= Universal-Bibliothek Nr. 1899), Stuttgart: Reclam 1993, 135 S., ISBN 3-15-001899-4
- Religionsphilosophie, hrsg. und eingel. (= Alber – Texte – Philosophie, hrsg. von Karl-Heinz Lembeck, Bd. 12), Freiburg: Alber 2000, 224 S., ISBN 3-495-48008-0
- Philosophische Anthropologie, hrsg. und eingel. (= Alber – Texte – Philosophie, hrsg. von Karl-Heinz Lembeck, Bd. 11), Freiburg: Alber 2000, 208 S., ISBN 3-495-48008-0
- Peter Wust, Ungewißheit und Wagnis. Im Auftrag der Peter-Wust-Gesellschaft neu hrsg. von Werner Schüßler und F. Werner Veauthier. Einleitung und Anmerkungen von Werner Schüßler (= Edition Peter Wust. Schriftenreihe der Peter-Wust-Gesellschaft, Bd. 1), Münster: LIT 2002, 224 S., 2. Aufl. 2007, 3. Aufl. 2009, 4. Aufl. 2014, 222 S., 5. Aufl. 2020, ISBN 3-8258-6066-3
- Paul Tillich: Kunst und Gesellschaft. Aus dem Englischen übersetzt, herausgegeben und mit einem Nachwort über die Bedeutung der Kunst für das Denken Paul Tillichs (= Tillich-Studien. Abteilung Beihefte, hrsg. von Werner Schüßler und Erdmann Sturm, Bd. 1), Münster 2004, 103 S., ISBN 3-8258-5262-8
- Paul Tillich, Dogmatik-Vorlesung. Dresden 1925-1927, hrsg. von Werner Schüßler und Erdmann Sturm (= Ergänzungs- und Nachlaßbände zu den Gesammelten Werken von Paul Tillich, Bd. 14), Berlin / New York: Walter de Gruyter 2005, XLIV u. 456 S., ISBN 3-11-018353-6 (span. Übers. 2013, ISBN 978-84-9879-441-0)
- Peter Wust, Ein Abschiedswort. Mit einem Nachwort zu Leben und Werk des Philosophen. Im Auftrag der Peter-Wust-Gesellschaft neu hrsg. von Herbert Hoffmann und Werner Schüßler. Nachwort von Werner Schüßler (= Edition Peter Wust. Schriftenreihe der Peter-Wust-Gesellschaft. Abt. Beihefte, hrsg. von Herbert Hoffmann und Werner Schüßler, Bd. 1), Münster: LIT 2007, 35 S., 2. Aufl. 2008, 3. Aufl. 2010., ISBN 978-3-8258-0698-9
- Peter Wust, Der Mensch und die Philosophie. Einführung in die Hauptfragen der Existenzphilosophie, neu hrsg. und mit einer Einleitung und Anmerkungen versehen (= Edition Peter Wust. Schriftenreihe der Peter-Wust-Gesellschaft, hrsg. von Herbert Hoffmann und Werner Schüßler, Bd. 6), Berlin 2014, 152 S., ISBN 978-3-643-12212-4
- Nancy L. Eiesland: Der behinderte Gott. Anstöße zu einer Befreiungstheologie der Behinderung. Übersetzt und eingeleitet von Werner Schüßler, Würzburg: Echter Verlag 2018, 176 S.; 2. Aufl. 2020, ISBN 978-3-429-04427-5
- Paul Tillich: Dynamik des Glaubens (Dynamics of Faith). Neu übersetzt, eingeleitet und mit einem Kommentar versehen von Werner Schüßler, Berlin/Boston: Walter de Gruyter 2020, 201 S., ISBN 978-3-11-060993-6.
- Paul Tillich: Der Absolutheitsanspruch des Christentums und die Weltreligionen. Edition der Vorträge Paul Tillichs in Stuttgart und Tübingen 1963, in: The Future of Protestantism, hrsg. von Christian Danz, Marc Dumas, Werner Schüßler u. Bryan Wagoner (= International Yearbook for Tillich Research / Internationales Jahrbuch für die Tillich-Forschung / Annales internationales de recherches sur Tillich, Vol. 16, 2023/2024), Berlin/Boston: De Gruyter 2022, 330 S., ISBN 978-3-11-159415-6, hier: S. 185-285.

### Reihenherausgabe
- Tillich-Studien, zus. mit Erdmann Sturm, Münster: LIT.
- Herausforderung Theodizee. Transdisziplinäre Studien, zus. mit Hans-Gerd Janßen, Münster: LIT.
- Edition Peter Wust, zus. mit Marc Röbel, Münster: LIT.
- Tillich Research, zus. mit Christian Danz, Marc Dumas und Verna Ehret, Berlin/Boston: Walter de Gruyter.
- International Yearbook for Tillich Research, zus. mit Christian Danz, Marc Dumas und Bryan Wagoner, Berlin/Boston: Walter de Gruyter.

Daneben gibt es zahlreiche Artikel, Beiträge, Rezensionen und Bibliographien.